# Stenče
Stenče (makedonsky: Стенче) je vesnice v Severní Makedonii. Nachází se v opštině Brvenica v Položském regionu.

## Geografie
Vesnice leží v oblasti Položská kotlina, na svazích pohoří Suva Gora a v blízkosti řeky Vardar. Leží mezi vesnicemi Volkovija a Tenovo. Je vzdálená 14 km severně od města Gostivar a 25 km jižně od města Tetovo.

## Demografie
Podle záznamů Vasila Kančova zde v roce 1900 žilo 680 obyvatel makedonské národnosti.
Podle sčítání lidu z roku 2002 žije ve vesnici 150 obyvatel. Etnické skupiny jsou:
- Makedonci – 149
- Srbové – 1

| Rok          | 1900 | 1905 | 1929 | 1948 | 1953 | 1961 | 1971 | 1981 | 1991 | 1994 | 2002 |
| ------------ | ---- | ---- | ---- | ---- | ---- | ---- | ---- | ---- | ---- | ---- | ---- |
| Obyvatelstvo | 680  | 664  | 957  | 739  | 762  | 614  | 405  | 276  | 214  | 184  | 150  |

## Galerie

#### Kostely

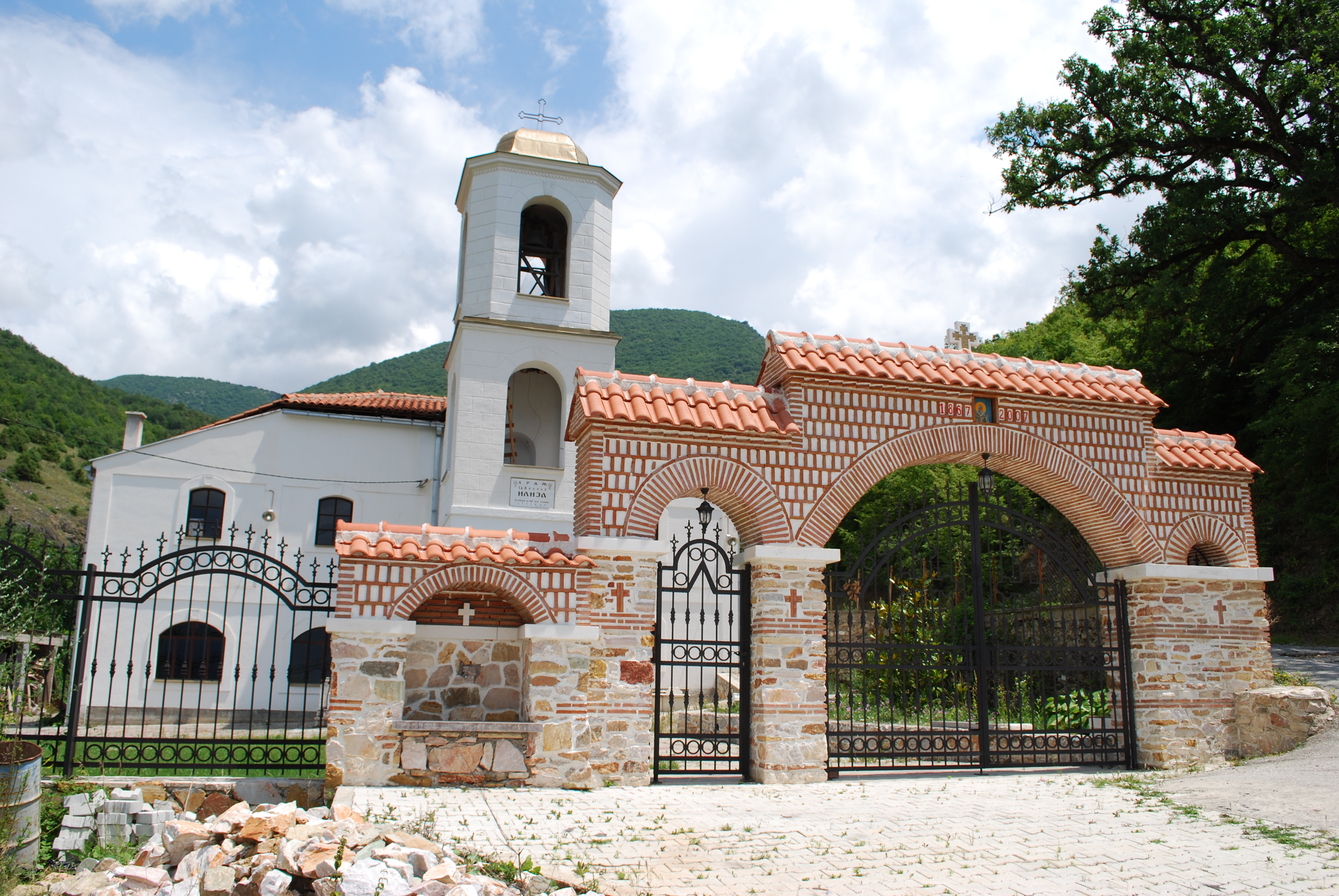
Kostel sv. Iliji
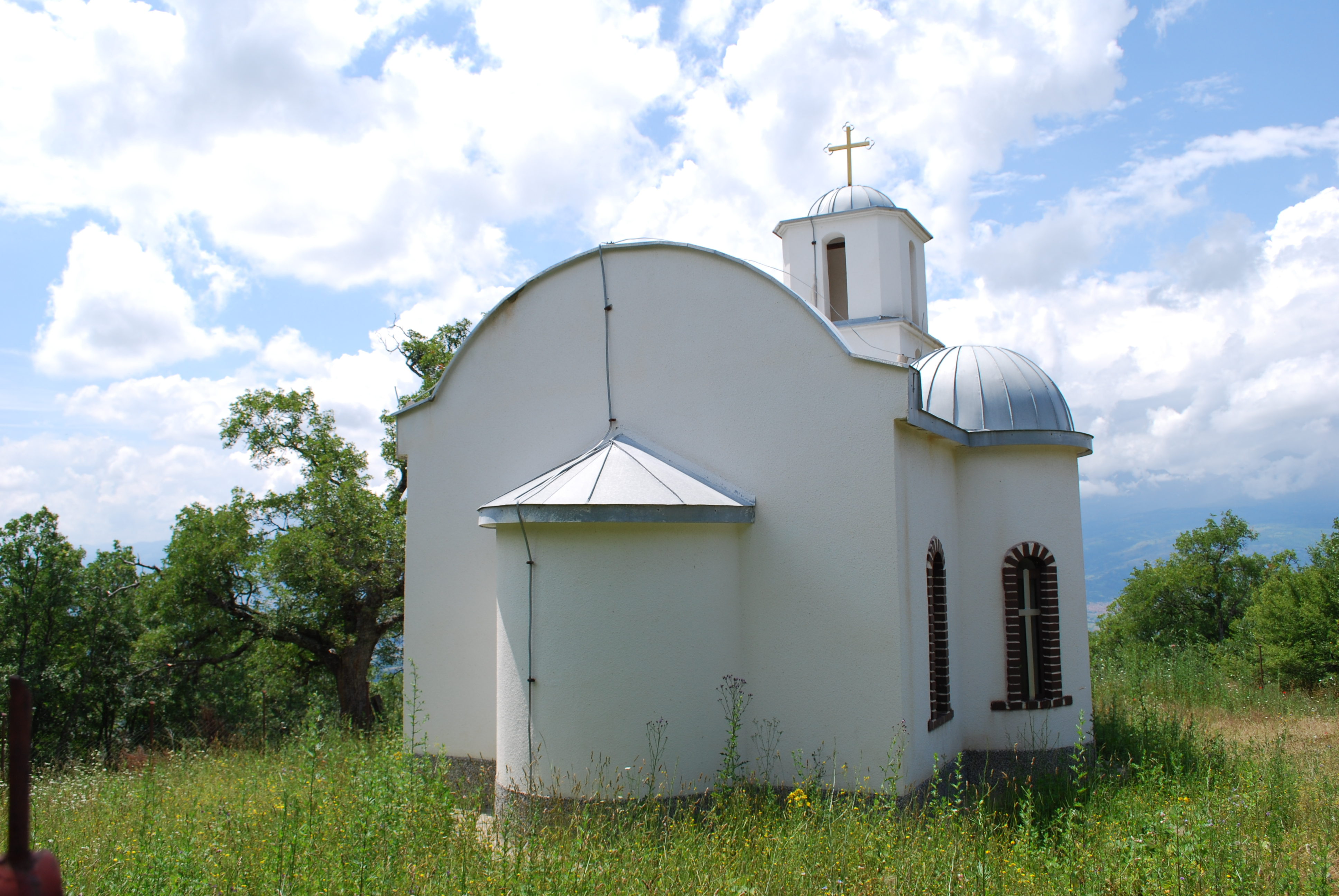
Kostel sv. Petka
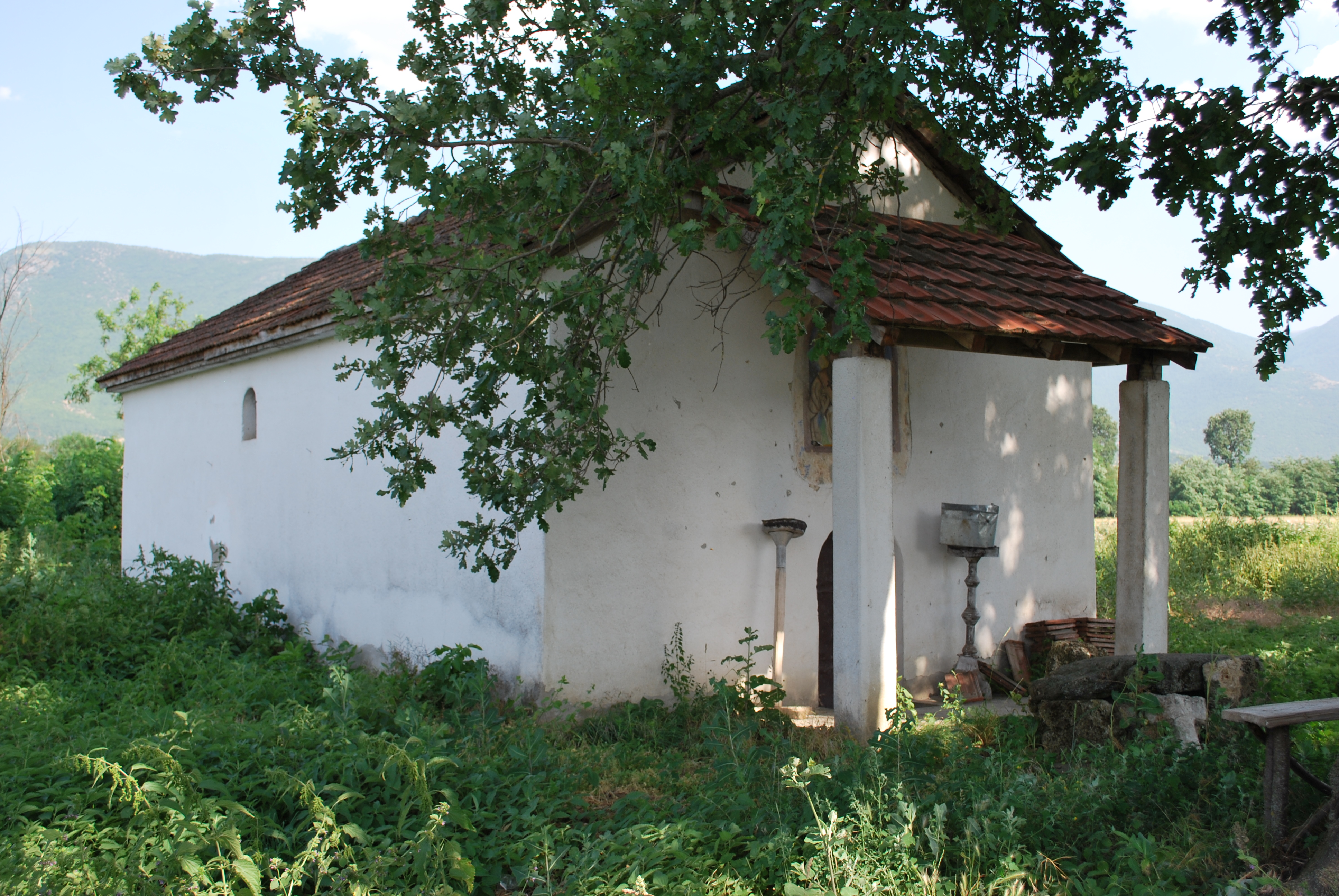
Kostel sv. Atanasije
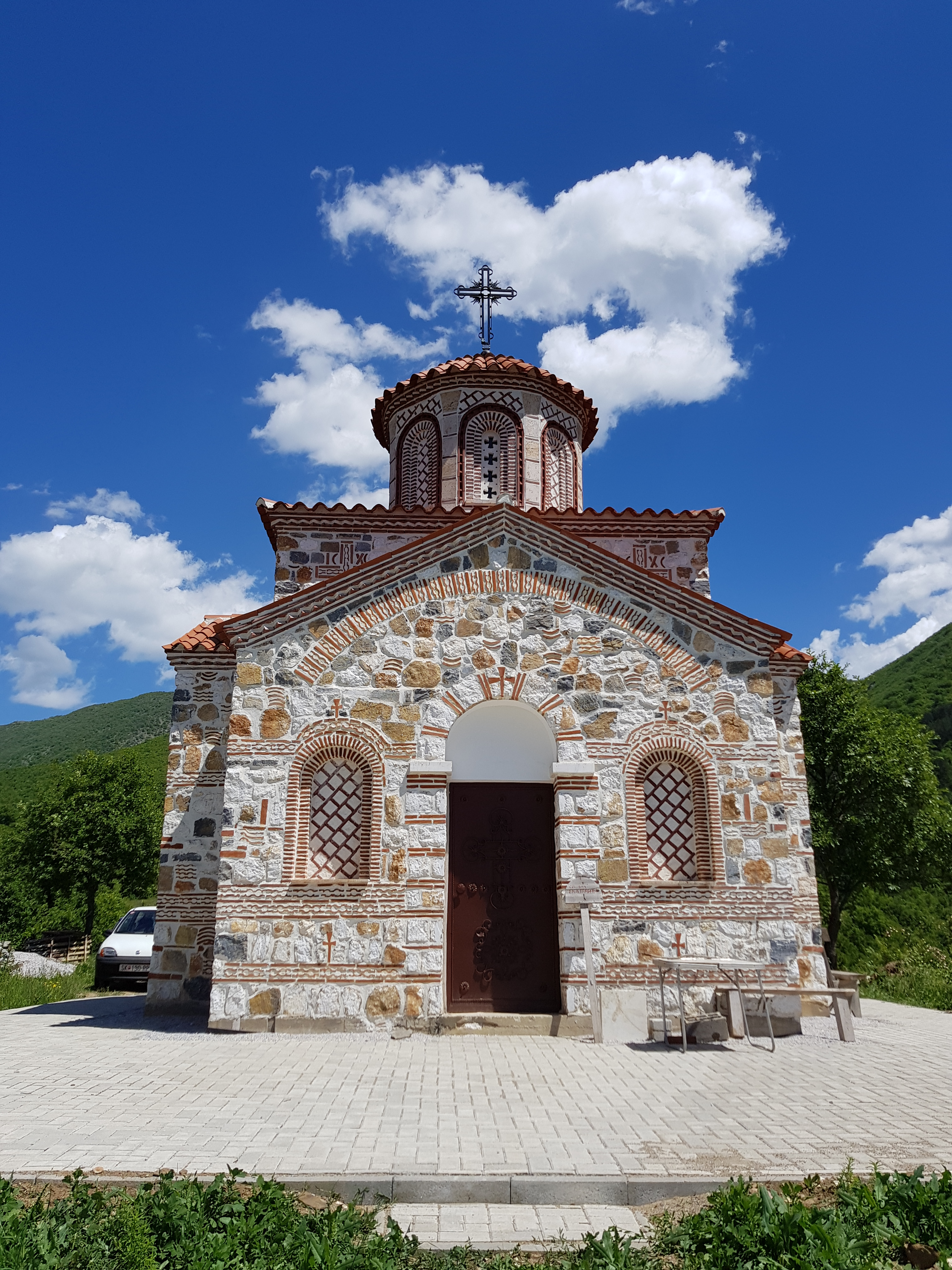
Kostel sv. Kateřiny

#### Kroje a architektura

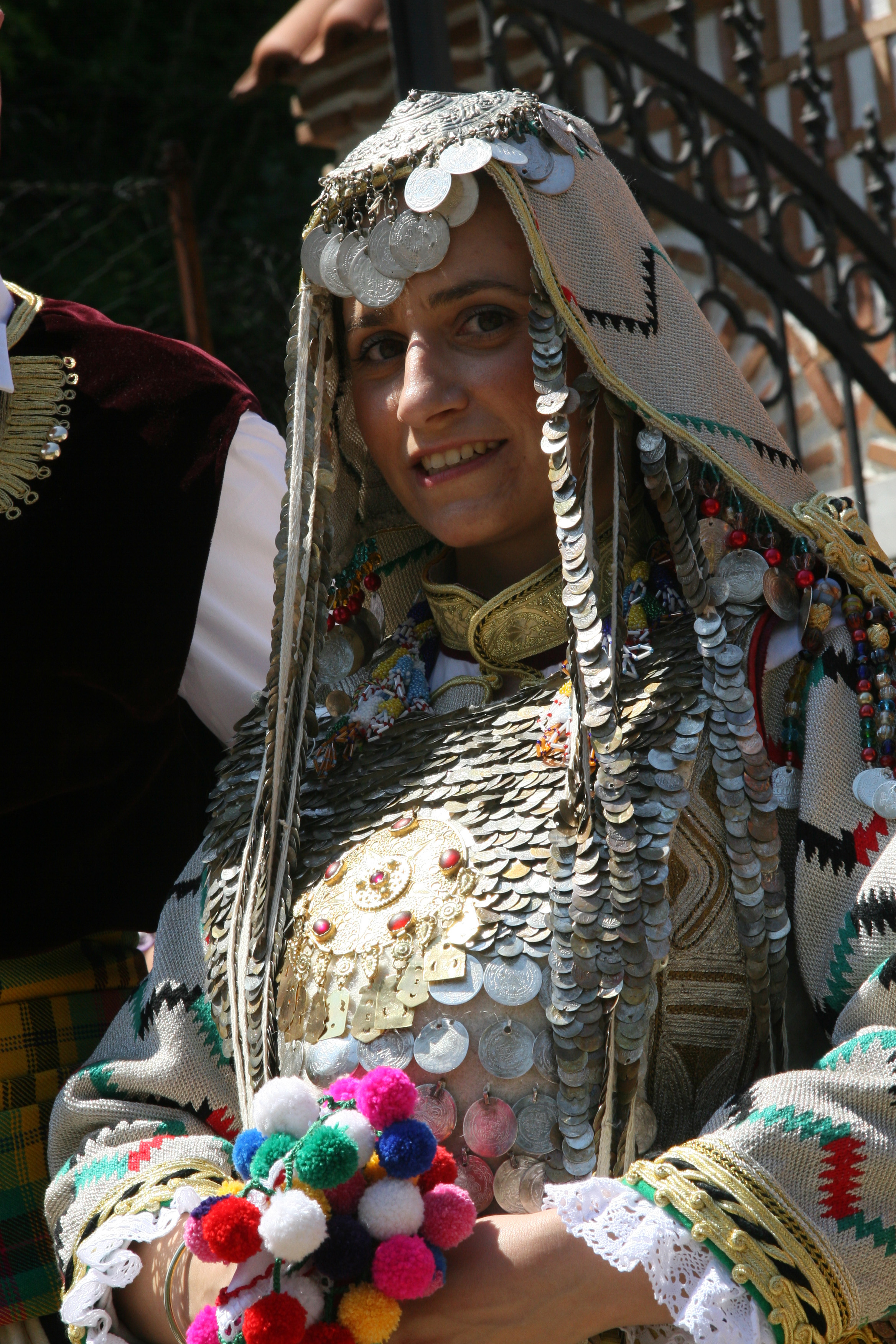
Typický svatební oblek z oblasti Položské kotliny
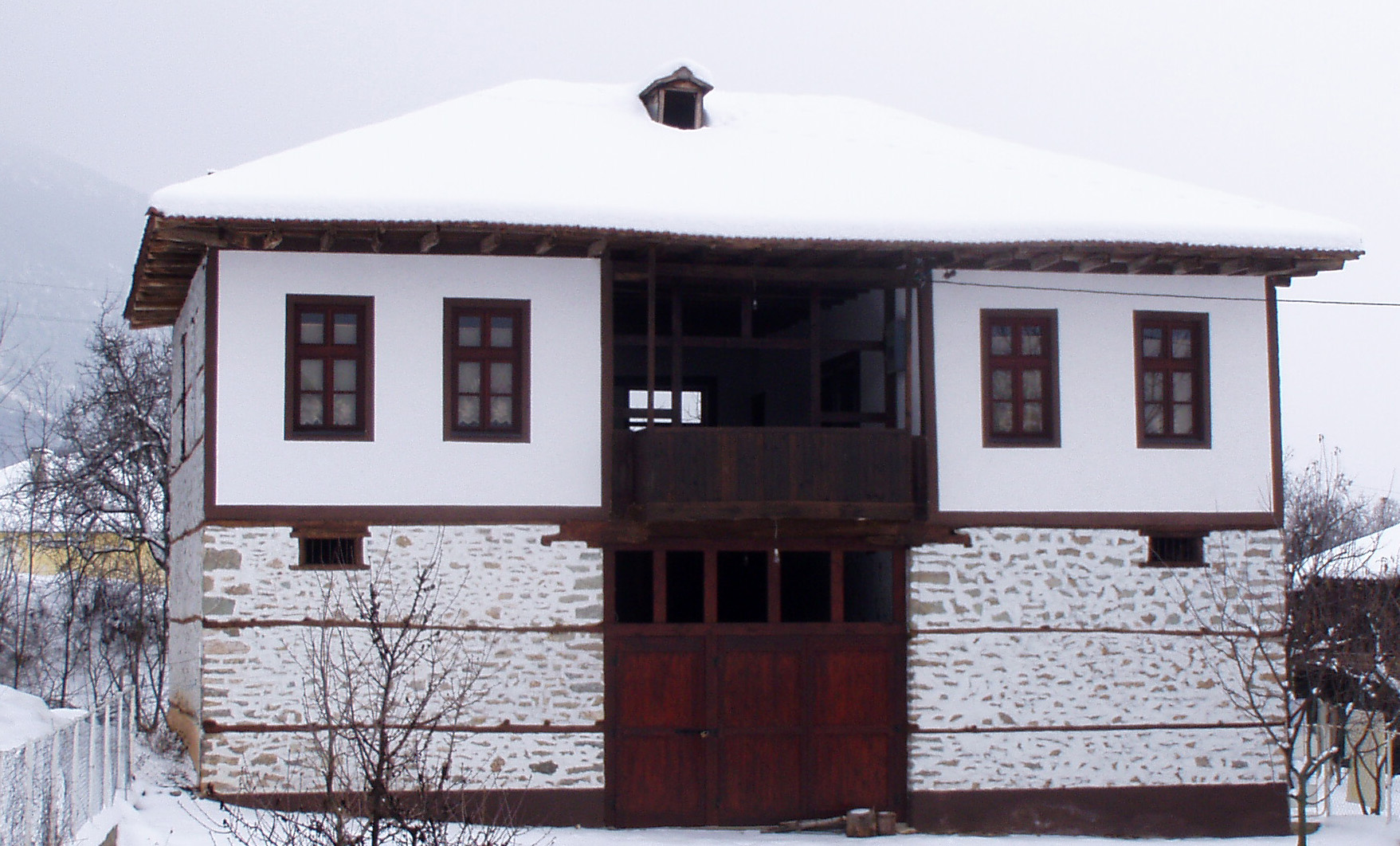
Tradiční architektura domů ve Stenče